# Daniel Patrick Parcon

Bischofswappen von Daniel Patrick Parcon

Daniel Patrick Yee Parcon (* 24. November 1962 in Vallehermoso, Negros Oriental) ist ein philippinischer römisch-katholischer Geistlicher und Bischof von Talibon.

## Leben
Daniel Patrick Parcon besuchte die Macario Española Memorial School in Canlaon City und die Silliman University High School in Dumaguete City. Ein anschließendes Studium an der Silliman University in Dumaguete City schloss er mit einem Bachelor of Science im Fach Chemie ab. Danach studierte er Philosophie am Priesterseminar St. Joseph in Dumaguete City und Katholische Theologie am regionalen Priesterseminar St. Joseph in Jaro. Ferner erlangte er am Colegio de Santa Rita in San Carlos einen Master of Arts im Fach Bildungsmanagement. Am 29. April 1994 empfing er in der Pfarrkirche St. Joseph in Canlaon City das Sakrament der Priesterweihe für das Bistum San Carlos.
Parcon war nach der Priesterweihe zunächst als Spiritual und Studiendekan am Priesterseminar St. John Mary in San Carlos tätig. Im Jahr 2000 wurde er für weiterführende Studien in die USA entsandt, wo er 2007 an der Fordham University in New York City einen Master of Arts im Fach Religionspädagogik erwarb. Neben seinem Studium wirkte er in dieser Zeit als Pfarradministrator der Pfarreien Ascension in Hurricane (2001) und Immaculate Conception in Liberty (2002–2004) sowie als Pfarrvikar der Pfarrei Blessed Sacrament in Valley Stream (2004–2007). Ab 2007 war Parcon Regens des Priesterseminars St. John Mary in San Carlos. Zudem war er zuständig für das Ehe- und Familienapostolat im Bistum San Carlos. Außerdem leitete er von 2011 bis 2013 das Bistum San Carlos während der Sedisvakanz als Diözesanadministrator.
Am 3. Juni 2014 ernannte ihn Papst Franziskus zum Bischof von Talibon. Der Erzbischof von Cebu, Jose Serofia Palma, spendete ihm am 22. August desselben Jahres die Bischofsweihe; Mitkonsekratoren waren der Erzbischof von Capiz, Jose F. Advincula, und der Bischof von San Carlos, Gerardo Alimane Alminaza. Parcon wählte den Wahlspruch Christus fortitudo mea („Christus ist meine Stärke“). Die Amtseinführung erfolgte am 26. August 2014.
In der Philippinischen Bischofskonferenz gehörte Parcon zudem den Kommissionen für die Katechese und das katholische Bildungswesen (2015–2019), für die Jugendpastoral (2015–2023) und für die Missionsarbeit (2017–2023) an. Darüber hinaus repräsentierte er von 2019 bis 2021 im ständigen Rat der Bischofskonferenz die Regionen Eastern Visayas und Central Visayas und beriet die Kommission für die Katechese und das katholische Bildungswesen.